# سانا نيلسن

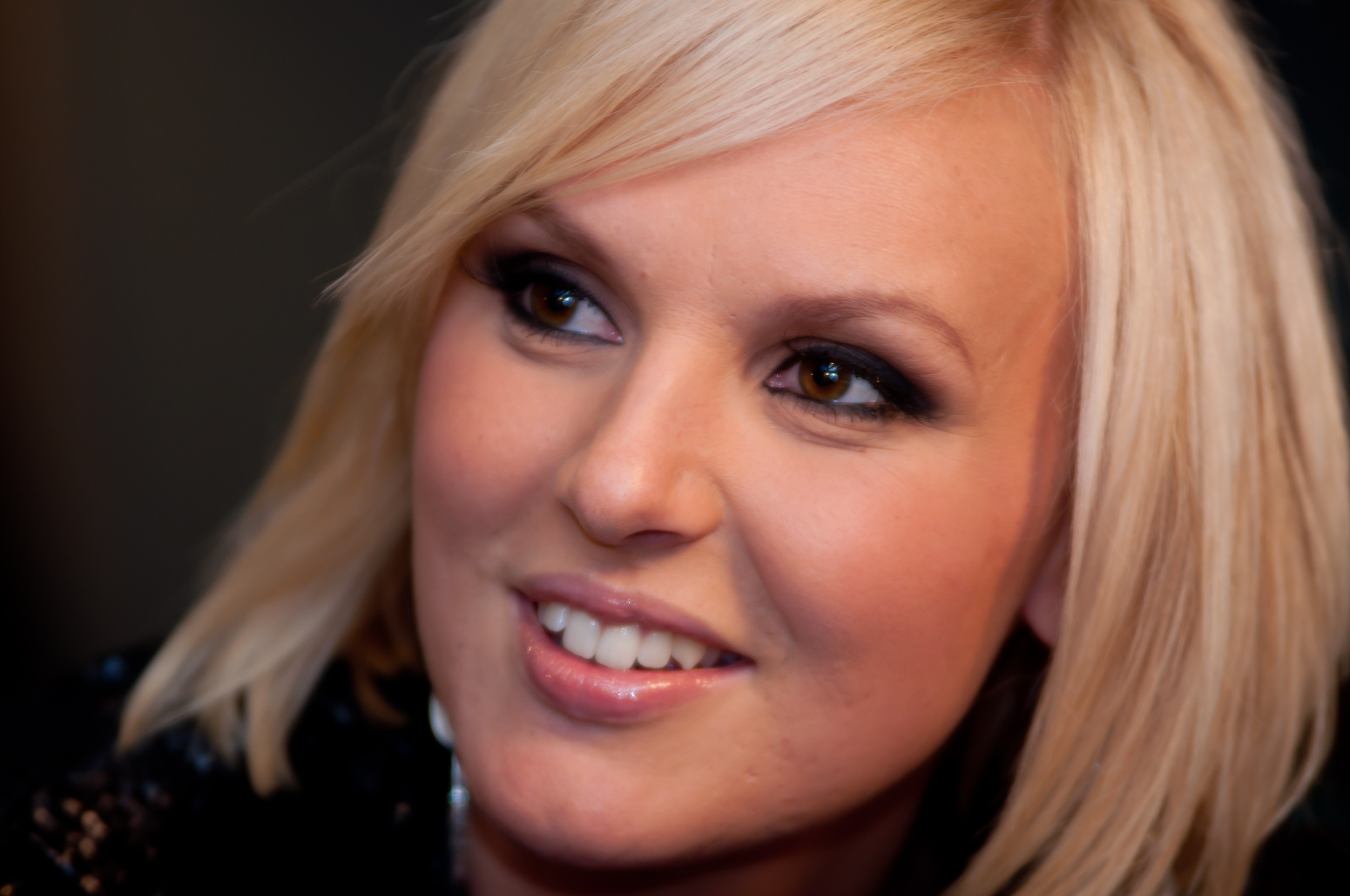
سانا نيلسن

سانا نيلسن (بالأحرف اللاتينية Sanna Nielsen) مغنية سويدية شهيرة مولودة في 27 نوفمبر/تشرين الثاني 1984 في برومولا (Bromölla) في منطقة سكان (Skåne) السويدية في أقصى جنوب البلاد. تغني مختلف أنواع البوب، والشلاغر أي Schlager وموسيقى الدانسباند Dansband المحلية، وشاركت في عدة مسابقات سويدية مهمة تعرف بالـ«ميلوديفستيفالن» (Melodifestivalen) لتمثيل السويد في مسابقة يوروفيجن للأغاني (Eurovision Song Contest) إلا أنها لم تنجح.
أصدرت سانا خلال السنين عدة ألبومات أهمها Stronger عام 2008 وتسلقت إلى المرتبة الأولى في قائمة أنجح الألبومات السويدية المعروفة بـ Sverigetopplistan. ومن أشهر أغانيها السينغل "Empty Room" التي وصلت إلى المرتبة الثانية.

## الألبومات
- 1996: Silvertoner
- 1997: Min önskejul
- 2007: Sanna 11-22
- 2008: Stronger
- 2008: Our Christmas (مشترك مع Shirley Clamp وSonja Aldén)
- 2011: I'm in Love
- 2012: Vinternatten

## وصلات خارجية
- سانا نيلسن على موقع IMDb (الإنجليزية)
- سانا نيلسن على موقع ميوزك برينز (الإنجليزية)
- سانا نيلسن على موقع قاعدة بيانات الأفلام السويدية (السويدية)
- سانا نيلسن على موقع أول ميوزيك (الإنجليزية)
- سانا نيلسن على موقع ديسكوغز (الإنجليزية)

الموقع الرسمي لسانا نيلسن www.sannanielsen.com[وصلة مكسورة]